# Ridley Scott
Ridley Scott (South Shields, 30 november 1937) is een Brits fotograaf, filmregisseur en filmproducent. Hij is vooral bekend om zijn visueel overweldigende en groots opgezette Hollywood-actiefilms. Zijn jongere broer Tony Scott (1944-2012) was ook regisseur van actiefilms.

## Kort overzicht
Hoewel Scott zich als filmmaker in het commerciële circuit bevindt, wordt hij toch door veel critici als een kunstenaar gezien. Dit komt vooral door het opvallende stijlvolle, kleurrijke en opmerkelijk uitgelichte camerawerk dat in zijn films altijd domineert. Ook stralen zijn films een opvallende voorliefde voor schilderkunst en geschiedenis uit.
Scott maakte in het begin van zijn carrière sciencefiction cult-films als Alien en Blade Runner. Later ging hij zich steeds meer toeleggen op actiefilms om zich vervolgens te specialiseren in historische spektakelfilms.
In 2015 kreeg Scott een ster op de Hollywood Walk of Fame.

## Biografie
Scott werd in 1937 geboren als de zoon van een RAF-piloot. Hij was al op jonge leeftijd gefascineerd door fotografie en werkte al vanaf zijn 15e als fotograaf. Terwijl hij als fotograaf voor de London Times werkte, kreeg hij eind jaren 50 interesse in cinema.

### Vroege jaren
Na aan het West Hartlepool College of Art en het London's Royal College of Art te hebben gestudeerd maakte hij in 1962 een korte amateurfilm Boy and Bicycle met zijn jongere broer Tony in de hoofdrol. Ridley gebruikte deze film als portfolio voor het financieren van een eigen productiebedrijf. Hij wist de financiering rond te krijgen en begon het bedrijf dat was gespecialiseerd in het maken van reclamefilmpjes. Binnen korte tijd groeide Scott uit tot meest succesvolle reclameregisseur van Groot-Brittannië.
Scotts spotjes blonken vooral uit in het camerawerk. Eigenlijk zijn al deze spotjes voorstudies voor al zijn latere films: een snel tempo, minimum aan dialoog, schitterende beelden en veel dynamiek. Het was dan ook niet meer dan logisch dat Scott vooral ingehuurd werd voor het maken van auto-reclames. Zo maakte Scott een reclame voor Jaguar Cars waarin hij een Jaguar E-type liet racen tegen een echte jaguar. Scott zei dat het de kunst van een reclamefilmer is, om de kijker zo snel mogelijk visueel te overdonderen met krachtige beelden, hetgeen hij in z'n films ook altijd deed.
In de jaren 60 ging Scott werken voor de BBC. Hij regisseerde o.a. een aantal afleveringen voor de tv-serie Z-Cars.
Het succes van zijn reclamewerk gaf Scott in 1977 de gelegenheid zijn eerste speelfilm te regisseren. Hij verfilmde een novelle van Joseph Conrad tot The Duellists, een historisch drama dat zich afspeelde tijdens de napoleontische oorlogen. De prent kreeg de Gouden Palm voor beste speelfilmdebuut op het Filmfestival van Cannes en maakte van Scott meteen een grote ster. Al in die film bewees hij een specialist te zijn in kleur, belichting, mooie decors en weelderige kostuums, maar ook een genie in het organiseren van groots opgezette massascènes en in het gebruiken van speciale effecten.

#### Sci-fi-regisseur
In de sciencefiction/horrorfilm Alien liet Scott zien waartoe hij qua vormgeving, camerawerk, massa-productie en speciale effecten in staat was. De alien, het buitenaards monster dat terreur zaaide onder de bemanning van een ruimteschip, werd ontworpen door H.R. Giger. Terwijl de film uitgroeide tot een cult-hit en een klassieker in het genre werd, vertrok hij naar Hollywood om daar de sciencefictionfilm Blade Runner (1982) te maken. Deze film werd vooral geprezen vanwege zijn uitzonderlijke vormgeving en bezorgde Scott de reputatie van kunstfilmer. De film staat bekend als een mijlpaal in het SF-genre.
In 1984 regisseerde hij voor Apple Macintosh-computers een reclamespotje dat werd uitgezonden in het reclameblok tijdens de Super Bowl-wedstrijd. Dit zestig seconden durende spotje kostte 1,5 miljoen dollar en was gebaseerd op het boek 1984 van George Orwell. Het spotje wordt gezien als de beste en de meest bekende Super Bowl-reclamespot ooit. Hij werd als regisseur van deze spot gespeeld door de acteur J.G. Hertzler in de film Pirates of Silicon Valley (1999).

### Mindere tijden
Volgens veel critici vertoont de regie van Scott een grote zwakte: terwijl zijn films visueel zeer indrukwekkend zijn, lukt het hem vaak niet om solide personages te ontwikkelen of om acteurs tot goede spelprestaties aan te zetten. Ook slaagt Scott er vaak niet in om een ingewikkeld verhaal te vertellen.
Deze zwakte is volgens filmkenners de reden waarom veel van zijn films in de late jaren 80 en vroege jaren 90 flopten. Bij spektakel- en sciencefictionfilms met een simpel rechtlijnig verhaal en een snel tempo is het niet zo erg als de personages en emoties weinig ontwikkeld zijn, maar bij langzame films met veel dialoog wel. Het zijn juist dat soort films die hij draaide in de periode van de late jaren 80 en vroege jaren 90.
In 1985 verwezenlijkte Scott de sprookjesfilm Legend, die geen al te groot succes kende. In 1987 flopte de thriller Someone to Watch Over Me. Zijn volgende project, de politiefilm Black Rain (1989), oogstte aanzienlijk meer bijval. 1991 bracht Thelma & Louise, een roadmovie met twee sterke vrouwelijke personages, die uitgroeide tot een enorm succes. Met deze film bewees Scott dat hij wel degelijk een goede spelregie, personageontwikkeling en vertelstructuur kon creëren. De film week in vrijwel alles af van al het vorige werk van Scott en leverde hem zijn eerste Oscarnominatie op. Het is ook de film waarin Brad Pitt voor het eerst een opgemerkte rol speelde. Daarna maakte Scott de historische film Conquest of Paradise (1992), het drama White Squall (1996) en de actiefilm G.I. Jane (1997). Enkel deze laatste was succesrijk.

### Terugkeer
Na een aantal mislukkingen lukte het Scott niet meer om de financiering voor zijn nieuwe projecten rond te krijgen, totdat Steven Spielberg, die een groot fan van Scott was, hem vroeg om de historische spektakelfilm Gladiator te maken. Tot ieders verbazing groeide deze film uit tot zijn succesvolste film tot dan toe en luidde de prent zijn rentree in.  Hij kreeg er de Oscar voor beste film van het jaar 2000 voor.
Meteen na Gladiator draaide Scott Hannibal (2001), het populaire vervolg op The Silence of the Lambs. Daarna volgde Black Hawk Down (2002), een zeer winstgevende oorlogsfilm waarin hij opnieuw bewees vooral goed te zijn in het regisseren van veldslagen.

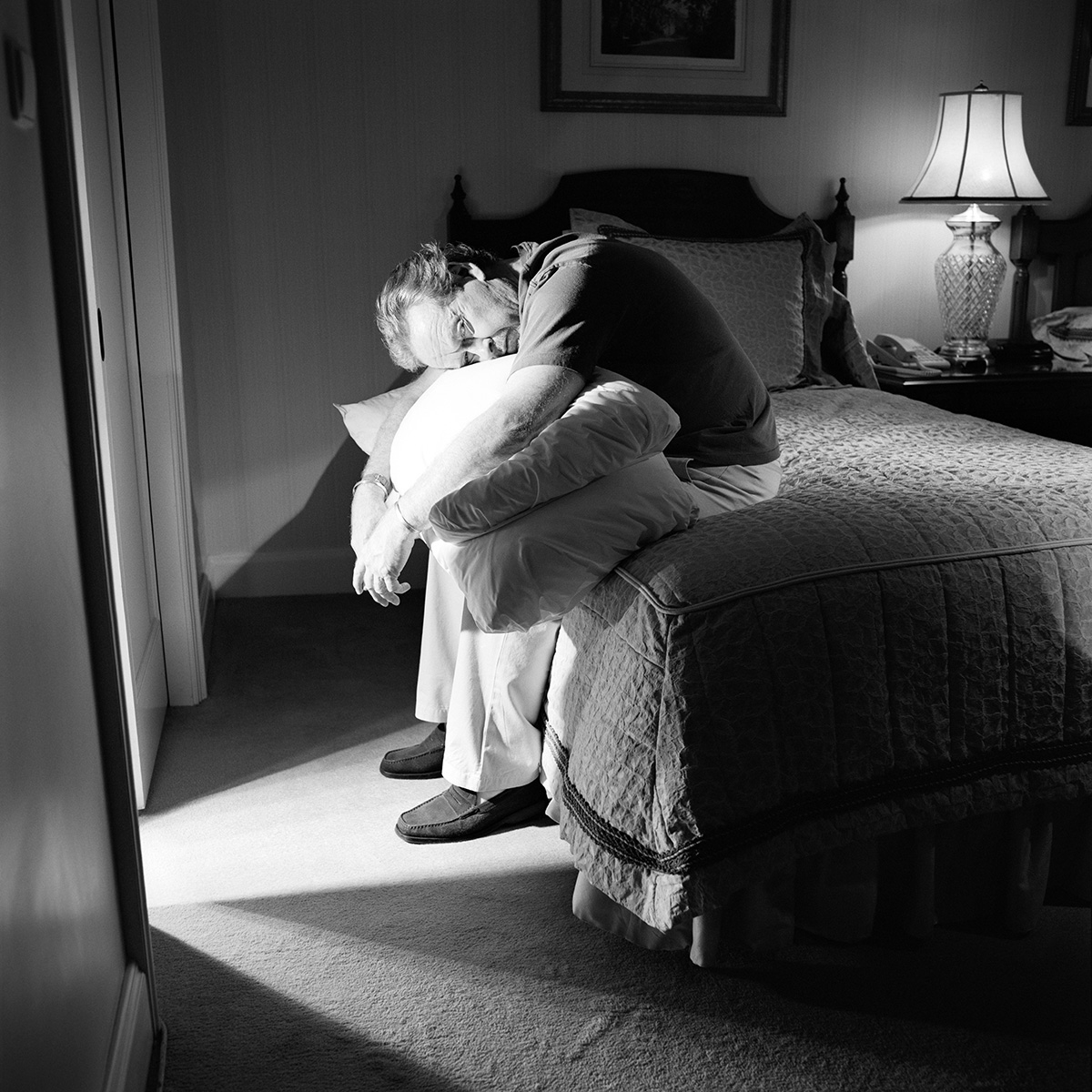
Ridley Scott gefotografeerd door Oliver Mark, Berlijn 2005

In 2003 bracht hij Matchstick Men uit, een kleine subtiele komedie waarin hij liet zien dat hij ook zonder dure trucages en grote actiescènes een goed verhaal kon vertellen. In 2005 verscheen de historische avonturenprent Kingdom of Heaven, opnieuw een film die veldslagen als thema had. De tragikomedie A Good Year (2006), met in de hoofdrol Russell Crowe, werd geen denderend succes. In 2007 volgde de misdaadfilm American Gangster met in de hoofdrollen Denzel Washington en Russell Crowe als zijn opponent, een film over de onderwereld van de drugs. Het werd een van zijn grootste kassuccessen. In de spionagefilm Body of Lies (2008) zaten de agenten Russell Crowe en Leonardo DiCaprio een terrorist op de hielen in het Midden-Oosten.
Met Robin Hood (2010) rondde Scott zijn volgende historisch epos vol veldslagen af. Voor de hoofdrol deed hij voor de vijfde keer een beroep op Russell Crowe. Cate Blanchett was er zijn Lady Marian in. In 2012 leverde hij met Prometheus de prequel op de Alienfilms af. Het jaar daarop verfilmde hij Cormac McCarthy's eerste volwaardige filmscenario onder de titel The Counselor.

## Filmografie
- 1969: Boy and Bicycle (korte film)
- 1977: The Duellists
- 1979: Alien
- 1982: Blade Runner
- 1985: Legend
- 1987: Someone to Watch Over Me
- 1989: Black Rain
- 1991: Thelma & Louise
- 1992: 1492: Conquest of Paradise
- 1996: White Squall
- 1997: G.I. Jane
- 2000: Gladiator
- 2001: Hannibal
- 2002: Black Hawk Down
- 2003: Matchstick Men
- 2005: Kingdom of Heaven
- 2006: All the Invisible Children  (deel 5 Jonathan van de sketchenfilm, samen met dochter Jordan Scott)
- 2006: A Good Year
- 2006: Tristan & Isolde (enkel producent, samen met broer Tony)
- 2007: American Gangster
- 2008: Body of Lies
- 2010: Robin Hood
- 2012: Prometheus
- 2013: The Counselor
- 2014: Exodus: Gods and Kings
- 2015: The Martian
- 2017: Alien: Covenant
- 2017: All the Money in the World
- 2021: The Last Duel
- 2021: House of Gucci
- 2023: Napoleon
- 2024: Alien: Romulus (enkel producent)
- 2024: Gladiator II

## Prijzen
- 1977: The Duellists: Gouden Palm voor beste speelfilmdebuut op het Filmfestival van Cannes
- 1979: Alien: Saturn Award voor beste sciencefictionfilm en voor beste regisseur
- 1991: Thelma & Louise: Oscar voor Beste Originele Scenario (Callie Khouri)
- 2001: Gladiator: Oscar voor Beste Film, Oscar voor Beste Acteur, Oscar voor Beste Geluid, voor Beste Kostuumontwerp en voor Beste Visuele Effecten
- 2002: Black Hawk Down: Oscar voor Beste Geluid en Beste Montage
- 2004: The George Pal Memorial Award, ter bekroning van zijn sciencefiction- en horrorfilms
- 2021: Eerste Cartier Glory to the Filmmaker Award van het Filmfestival van Venetië